# Vladislav Fiala
Vladislav Fiala (19. března 1914 Myslibořice – 27. září 1944 Koncentrační tábor Mauthausen) byl československý odbojář z období druhé světové války popravený nacisty.

## Život
Vladislav Fiala se narodil 19. března 1914 v Myslibořicích 41 na Třebíčsku v rodině koláře Jakuba Fialy a Anežky rozené Drbalové. Mezi lety 1920 a 1925 navštěvoval obecnou školu ve svém rodišti, do roku 1928 pak obecnou školu v Hrotovicích. Následně se vyučil pekařem, mezi lety 1932 a 1934 pracoval v pekařství v Dukovanech, v praxi pekařského dělníka pokračoval i nadále. V roce 1935 nastoupil na prezenční vojenskou službu, kterou zakončil na podzim roku 1937 v hodnosti četaře, následně pokračoval ve službě jako délesloužící poddůstojník. Souběžně s vojenskou službou absolvoval jednoroční
učební kurz při chlapecké měšťanské škole v Jemnici, který ukončil v červnu 1937. Jako voják se zúčastnil Květnové krize i Všeobecné mobilizace v roce 1938. Služba mu byla ukončena společně se zánikem Československé armády v červnu 1939. V květnu a červnu téhož roku absolvoval živnostensko-obchodní kurz organizovaný německou okupační správou. Do října 1939 byl příslušníkem Vládního vojska, ze kterého na vlastní žádost vystoupil. Po krátké anabázi ve službách ministerstva obchodu nastoupil v srpnu 1940 na pozici kancelářského pomocníka na katastrálním úřadu v Moravských Budějovicích. V důsledku nedoléčeného zápalu plic začal Vladislav Fiala trpět na podzim 1940 srdeční neurózou. Dne 30. srpna 1941 se oženil v Pálovicích s Boženou Holečkovou, se kterou jej pojil vztah již od roku 1937, kdy studoval v Jemnici. Dne 17. června 1942 se manželům narodila dcera Olga.

## Odbojová činnost
Bezprostředně po německé okupaci v březnu 1939 se Vladislav Fiala stal členem Obrany národa. Díky práci v Praze sloužil jako kurýr mezi ní a oblastí moravskobudějovicka. Po rozbití ON pokračoval díky svým kontaktům v Praze v práci pro odbojovou organizaci Bílá hora a Kapitán Nemo, kdy využíval služebních cest do hlavního města k doručování zpravodajských informací. Po likvidaci vysílačky Sparta II v tzv. Jinonickém akcízu ukrýval na podzim roku 1941 v Pálovicích člena organizace ÚVOD Rudolfa Volka. Ve stejné době se mu podařilo sloučit v oblasti hrotovicka a moravskobudějovicka zbylé členy Obrany národa se sokolským odbojem v organizaci Zdravíme naše lesy 1941. V důsledku nástupu Reinharda Heydricha do funkce zastupujícího říšského kancléře a masového zatýkání odbojářů v Praze zaniklo spojení s ní a tím i utlumení činnosti organizace. Ta se obnovila, když na začátku května 1944 došlo u Kramolína k vysazení parašutistů v rámci Operace Spelter, jejichž vysílání začala materiálně i zpravodajsky podporovat. Konkrétně Vladislav Fiala dodal informace o přesunu části Vládního vojska do Itálie, snažil se rovněž o obnovení spojení z Prahou. Jiní členové se pokoušeli o provázání s brněnským odbojem. Schůzky na toto téma se kromě Vladislava Fialy a dalších odbojářů zúčastnil i Otakar Večeřa, který byl pod vlivem konfidenta gestapa Viktora Ryšánka. Přestože osoba Otakara Večeři nebudila u některých členů důvěru, spolupráce pokračovala a gestapo tak získalo informace o dosavadních osudech výsadku, dokonce byl předjednán přesun vysílačky k Brnu. Dne 15. června 1944 se ve vysílání BBC objevilo varování před Viktorem Ryšánkem a proto gestapo rozjelo zatýkací akci. Vladislav Fiala nebyl v první vlně zatčen, ale věděl, že po něm gestapo pase, a vzal si v práci volno ze zdravotních důvodů. Odmítl nabídku přesunu na Slovensko a ukrýval se na několika různých místech. Zatčen protektorátními četníky byl na jemnickém nádraží dne 19. srpna 1944. Vězněn a vyslýchán byl v Jihlavě a brněnských Kounicových kolejích. Mezi 21. a 25. zářím téhož roku byl společně s dalšími spolupracovníky výsadku převezen do koncentračního tábora Mauthausen, kde byl 27. září 1944 v 10.30 hodin popraven.

## Posmrtná ocenění
- V rodných Myslibořicích byla na rodném domě Vladislava Fialy odhalena pamětní deska[1]